# Simeone Stilita il Vecchio
Simeone Stilita (Sis, 390 circa – Qal'at Sim'an, 2 settembre 459) è stato un monaco cristiano siro.
È detto il Vecchio per distinguerlo da Simeone Stilita il Giovane.
Fu un asceta cristiano, che visse per 37 anni seduto in cima ad una colonna, nella zona nord di quella che è oggi la Siria. Altri dopo di lui seguirono il suo esempio e vennero detti stiliti.

## Biografia
Simeone nacque a Sis, in Cilicia, nei pressi di Antiochia nel nord della Siria, figlio di un pastore. Con la suddivisione dell'Impero romano nel 395, la Siria venne incorporata in quello che divenne l'Impero bizantino, dove il Cristianesimo si sviluppò velocemente.
Cresciuto sotto l'influenza della madre Marta, anch'ella santa, sviluppò una grande predisposizione per il Cristianesimo, già all'età di tredici anni, dopo la lettura delle Beatitudini. Iniziò presto ad osservare un comportamento molto austero ed entrò in monastero prima del compimento del sedicesimo anno d'età.
Un giorno uscì dal convento per iniziare un lungo digiuno in occasione della Quaresima ed il priore del convento iniziò a portargli acqua e pane. Ma diversi giorni più tardi venne trovato in stato d'incoscienza coi viveri intatti. Quando fu portato in convento, si scoprì che aveva legata alla vita una cintura, fatta di fronde di palma, talmente stretta da ferirlo. Gli fu chiesto di lasciare il convento.
Egli si rinchiuse quindi in una capanna, per un periodo di tre anni, dove passava l'intero periodo quaresimale senza mangiare.
Dopo questo periodo, Simeone cercò una roccia sulla Montagna Sheik Barakat e decise di rimanere in uno spazio avente meno di 20 metri di diametro. Una moltitudine di pellegrini iniziò ad accorrere per chiedergli un consiglio o una preghiera, ma questo lo disturbò in quanto non gli lasciava più tempo sufficiente per le orazioni e la meditazione. Decise quindi di adottare cambiare nuovamente modo di vivere.

### In cima ad una colonna

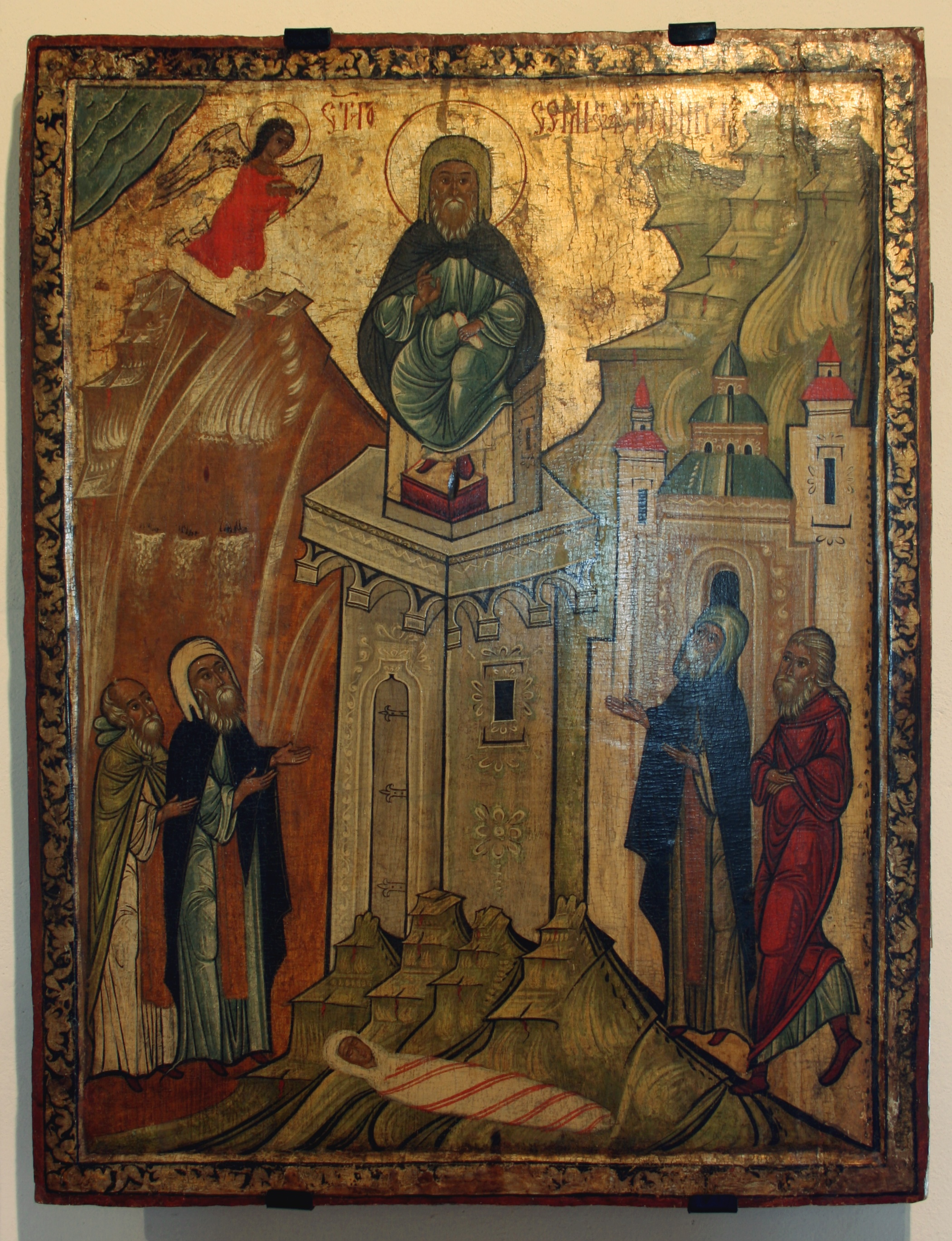
Icona del XVI secolo di Simeone Stilita. Alla base del pilastro è il corpo della madre. (Museo Storico a Sanok, Polonia).

Allo scopo di isolarsi dalla massa sempre crescente di pellegrini che venivano a trovarlo, Simeone creò una piccola piattaforma sulla sommità di un pilastro che trovò nelle vicinanze e su questa decise di trascorrere il resto della vita. Si sostenne che, poiché non era riuscito ad isolarsi dal mondo in orizzontale, decise di farlo in verticale.
Quando il monaco più anziano, che viveva nel deserto, seppe che Simeone aveva scelto una forma nuova e strana di ascetismo, volle esaminarlo per capire se il suo atteggiamento era fondato sull'umiltà o sull'orgoglio. Decise così di chiedere a Simeone un gesto di obbedienza e quindi di scendere dal pilastro. Se avesse disubbidito lo avrebbero costretto con la forza, ma se si fosse sottoposto ad obbedienza ve lo avrebbe lasciato. Simeone rese obbedienza completa e sottomissione e pertanto gli fu consentito di rimanere sul suo pilastro.
Questo primo pilastro era alto poco più di 4 metri ma successivamente venne sostituito con altri, via via sempre più elevati, fino a raggiungere un'altezza da terra di oltre 15 metri. Alla cima del pilastro era situata una piattaforma grande non più di 4 metri.
Secondo la sua agiografia, Simeone non permetteva alle donne di avvicinarsi al suo pilastro, neanche a sua madre, dicendo loro (a quanto riferito) "se saremo degni, ci vedremo nella vita a venire" e Marta accettò questo desiderio del figlio. Rimanendo vicina a Simeone abbracciò anche lei una vita monastica di silenzio e preghiera. Quando la madre morì, Simeone chiese che i suoi resti fossero portati a lui. Egli diede un riverente addio alle spoglie della madre, e, secondo le cronache, un sorriso apparve sul suo volto.
Edward Gibbon descrive così l'esistenza di Simeone:
(E. Gibbon, Storia del declino e della caduta dell'Impero romano, cap. XXXVII, Conversione dei popoli Barbari alla Cristianità.)

Anche sulla più alta delle sue colonne, Simeone non fu estraneo al mondo. Egli si rese disponibile ai visitatori ogni pomeriggio e per mezzo di una scala essi potevano giungere sino a lui. È noto che scrisse delle lettere giunte ai nostri giorni, che istruì dei discepoli, che diede consigli a chi lo andava a trovare, predicando contro la profanazione e l'usura.
In contrasto all'estrema austerità che imponeva a se stesso, la sua predicazione portò temperanza e compassione, e fu improntata al senso comune e alla libertà dal fanatismo.

### La fama, gli anni finali e l'eredità

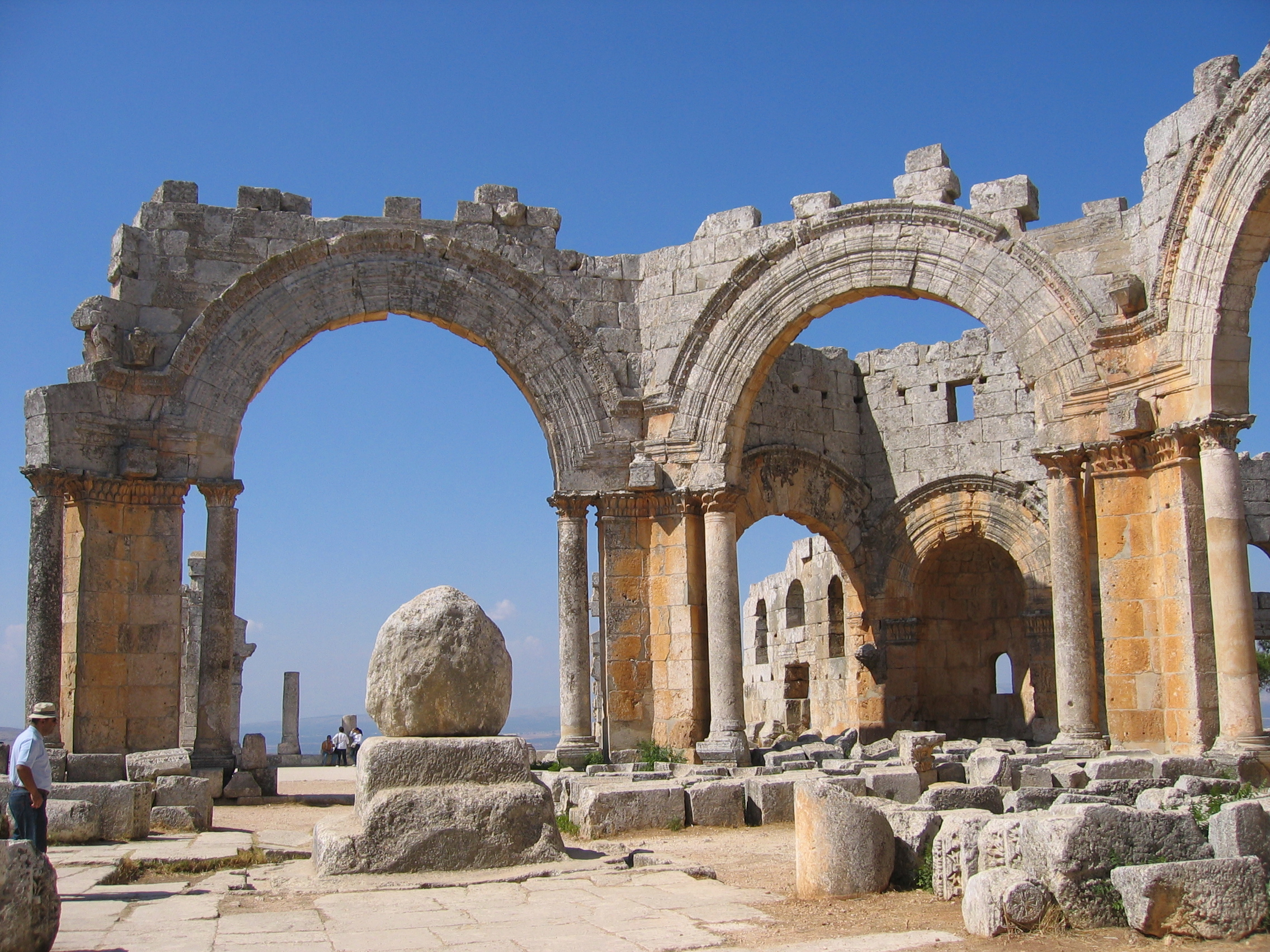
Rovine della Chiesa di San Simeone con i resti della sua colonna.

La fama di Simeone si diffuse per tutto l'Impero bizantino e l'imperatore Teodosio II e sua moglie Aelia Eudocia rispettarono con devozione l'asceta e seguirono i suoi consigli, mentre l'imperatore Leone I fu molto attento ad una lettera che egli inviò al Concilio di Calcedonia. Si dice anche che Simeone abbia avuto una corrispondenza con Genoveffa di Parigi.
Simeone divenne così influente che una delegazione della Chiesa venne inviata a lui per chiedergli di scendere dalla sua colonna in segno di sottomissione. A seguito della disponibilità da lui data ad obbedire, la richiesta venne annullata. Una volta, in occasione di una sua malattia, Teodosio gli inviò tre sacerdoti per chiedergli di scendere dalla colonna e consentire così a dei medici di curarlo, ma Simeone preferì lasciare la sua guarigione nelle mani del Signore.
Dopo 37 anni trascorsi sul pilastro, Simeone morì il 2 settembre 459. Egli ispirò molti seguaci e per oltre cento anni molti altri asceti ne imitarono lo stile di vita decidendo di vivere come lui su una colonna. Essi vennero così denominati stiliti e furono molto comuni nell'Impero bizantino.
Le rovine dell'enorme edificio costruito in suo onore e note in arabo come Qalʿat Simʿan (Rocca di Simeone) sono ancora visibili. Esse si trovano a circa 30 km a nord-ovest di Aleppo e consistono in una basilica a forma di croce con annesso un chiostro ottagonale. Al centro del chiostro è situata la base della colonna su cui Simeone visse per 37 anni.

## Culto
Una contesa sorse fra Antiochia e Costantinopoli per il possesso dei suoi resti mortali. La spuntò Antiochia e la maggior parte delle sue reliquie vennero lasciate lì a protezione della città.
Egli è commemorato come santo nella Chiesa copta ortodossa, il 1º settembre nella Chiesa cristiana ortodossa e in quella Chiesa cattolica greca di rito bizantino ed il 27 luglio nella Chiesa cattolica.
Dal Martirologio Romano: "Vicino ad Antiochia in Siria, san Simeone, monaco, che visse per lunghi anni su una colonna, assumendo per questo anche il nome di Stilita, uomo di vita e di condotta degne di ammirazione."

## Nella letteratura e nell'arte
Il film di Luis Buñuel, Intolleranza: Simon del deserto del 1965 è basato sulla vita di San Simeone.
Il personaggio dell'asceta Colombino, interpretato da Gigi Proietti in Brancaleone alle crociate (1970), è ispirato a Simeone, ma la vicenda è ambientata nel XII secolo. 
Nel 2002, l'illusionista David Blaine realizzò un'impresa detta "Vertigo", ispirata a Simeone. Egli rimase per 35 ore su un pilastro alto 27 metri e largo 56 centimetri al Bryant Park a New York City.
Il poema di Alfred Tennyson St. Simeon Stylites (1842), drammatizza la storia di San Simeone.
Nel film Il Papocchio di Renzo Arbore si vede una scena in cui Andy Luotto nota una statua parlante di San Simeone, inserisce una moneta da 100 lire e parte un disco registrato con la vita del santo. Ne mette un'altra e la scena si ripete. Alla terza moneta inserita da Luotto, la statua sembra addirittura spazientirsi di ripetere la storia della sua vita. Quando Luotto mette la quarta moneta, la statua esclama: "Ma chi sei tu, ragazzo, che hai speso 400 lire per sentire la mia storia, che di solito non gliene frega niente a nessuno?! Per questo io ti benedico: va', ragazzo, va'. San Simeone è con te!".